# Sable
Sable — видеоигра, посвящённая исследованию открытого мира, разработанная Shedworks и изданная Raw Fury. Она была выпущена 23 сентября 2021 года для платформ Windows, Xbox Series X/S и Xbox One.
Игрок управляет Сейбл, молодой девушкой, которая проходит обряд вступления в совершеннолетие. Она ищет подходящую для этого маску, чтобы потом смогла вернуться в свой кочевой клан. Исследуя разрушенную пустынную планету Мидден, Сейбл встречает нескольких персонажей, которые помогают ей найти своё место в мире, а также дают ей несколько заданий, которые зачастую включают в себя решение головоломок и перемещение по скалам или древним руинам.

## Геймплей
Sable — это игра с открытым миром, в которой игрок может бродить и путешествовать нелинейно. В игре нет боёв или заданной сюжетной линии, поскольку повествование раскрывается через диалоги c NPC и подсказки в окружающем мире, такие как остатки древней цивилизации, оставленные для интерпретации. В игре делается акцент на простом решении головоломок и поисках, прохождении песчаных дюн и руин. Механика платформера реализована с помощью счётчика выносливости, который позволяет бегать и карабкаться, а также планировать в воздухе.
Некоторые элементы игры можно настраивать, например, ховербайк Сейбл и одежду, включая сюжетные маски. Как детали ховербайка, так и предметы одежды можно получить, просто исследуя мир игры или выполняя задания, которые дают различные персонажи и которые часто связаны со сбором мелких материалов, таких как жуки или фрукты. В то время как одежда является чисто косметической настройкой персонажа и не влияет на игровой процесс, за исключением нескольких масок, различные части ховербайка влияют на то, как игрок перемещается по миру Миддена, причём разные части обеспечивают различные степени манёвренности, ускорения и максимальной скорости.

## Разработка
Дэниел Файнберг и Грегориос Китреотис начали разработку Sable в 2017 году, работая в сарае, принадлежащем родителям последнего. Они основали команду разработчиков, состоящую из двух человек, известную как Shedworks. Писательница Мэг Джаянт также внесла свой вклад в разработку игры, а группа Japanese Breakfast создала саундтрек к игре.
За основу концепции игры была взята планета Джакку из фильма «Звездные войны: Пробуждение силы». Художественный стиль игры был вдохновлён научно-фантастическими работами Жана Жиро, известного как Mœbius. Игра также была вдохновлена Breath of the Wild из серии The Legend of Zelda. Каждое окружение в игре создано вручную.
Премьера игры состоялась на выставке E3 2018 в рамках PC Gaming Show, где она была номинирована в категории «Лучшая независимая игра». Первоначально запланированная на 2019 год, игра была дважды отложена до 2021 года. Её выпуск состоялся при поддержке компаний Raw Fury и Microsoft. Игра была представлена на кинофестивале «Трайбека» в 2021 году, где она боролась за инаугурационную премию Tribeca Games Award.

## Реакция
| Сводный рейтинг    | Сводный рейтинг                     |
| Агрегатор          | Оценка                              |
| ------------------ | ----------------------------------- |
| Metacritic         | PC: 76/100 XONE: 74/100 XSX: 71/100 |
| Иноязычные издания |                                     |
| Издание            | Оценка                              |
| CGM                | 8/10                                |
| Game Informer      | 8,75/10                             |
| GamesRadar+        | [ 16 ]                              |
| IGN                | 7/10                                |
| PCGamesN           | 8/10                                |
| PC Gamer (UK)      | 93/100                              |
| Shacknews          | 8/10                                |
| VideoGamer         | 7/10                                |

### Рецензии
Sable получила от «в целом благоприятных» до «смешанных или средних» отзывов, согласно агрегатору рецензий Metacritic.
Джонатан Пельтц, писавший для Wired, оценил игру как «великолепную и пригодную для бесконечного создания GIF». Элис Белл из Rock, Paper, Shotgun отметила, что игра выглядит «потрясающе во плоти» и что она смогла оправдать эстетические ожидания, заложенные трейлерами и тизер-контентом. Однако она упрекнула игру за ряд мелких раздражающих элементов, включая неуклюжую механику вождения и сложную навигацию, сравнив их с раздражением, которое вызывают песчинки в реальности. Томаш Францезе из Inverse похвалил игру за её расслабляющие качества. Газете The Washington Post понравился подход игры к эндгейму, она отметила, что в ней использован «один из самых непринуждённых подходов, который мы встречали в играх с открытым миром».
Натали Клейтон из PC Gamer понравились различные точки интереса, расположенные по всему миру, она назвала их «загадочными» и «запоминающимися». GameSpot похвалили сценарий игры, особенно отметив, как он помогает раскрывать персонажей: «Сценарий — тоже сильная сторона, в частности, потому что он относительно сдержанный. Эти персонажи — обычные люди, занимающиеся своей жизнью, и это отражается в диалогах с ними». Game Informer понравился побочный контент игры. Они отметили, что он создаёт «разнообразие повествования» и позволяет использовать неизведанные части карты. В The Guardian считают, что открытый характер мира и повествования Sable помогает выделить её среди других игр с открытым миром, говоря, что «в игре есть шёпотом упоминаемые точки интереса, но нет утомительного списка дел, и поэтому ваше путешествие и место назначения уникальны, удивительно индивидуальны».

### Награды
Sable была номинирована на премию The Game Awards 2021 в категории «Лучшая дебютная инди-игра», а также получила номинации на премии Golden Joystick Awards 2021 в категориях «Лучший звук» и «Лучшая инди-игра». Sable также была избрана лучшим нарративом 2021 года по версии PC Gamer.

## Возможная адаптация
В октябре 2021 года компания Raw Fury объявила о заключении сделки с dj2 Entertainment на разработки адаптаций игр, включая Sable, Night Call и Mosaic, для кино и телевидения.

## Саундтрек
| Оценки критиков | Оценки критиков |
| Источник        | Оценка          |
| --------------- | --------------- |
| AllMusic        | [ 33 ]          |
| Pitchfork       | 7.5/10          |

Sable (Original Video Game Soundtrack) — это альбом саундтреков американской инди-поп группы Japanese Breakfast для видеоигры Sable 2021 года. Он был выпущен в цифровом формате компаниями Sony Masterworks и Dead Oceans 24 сентября 2021 года, CD-копии вышли 29 октября 2021 года, а виниловые пластинки будут выпущены 1 апреля 2022 года. Альбому предшествовал сингл «Glider», вышедший 27 августа 2021 года.
Мишель Заунер, вокалистка и автор песен группы, была приглашена Файнбергом непосредственно для написания саундтрека, поскольку он знал о её увлечении видеоиграми. Заунер начала писать партитуру с концепт-артов и некоторых письменных описаний мест в игре, предоставленных для вдохновения. Разработчики игры искали человека, который ранее не писал саундтреки к видеоиграм, надеясь избежать стилистических условностей, связанных с озвучиванием игр. Заунер назвала песню «Better the Mask», написанную для игры, своей личной «любимой песней, которую она когда-либо писала как художник».

### Композиция
Саундтрек игры Sable состоит в основном из эмбиентных поп-песен с «инструментами в стиле нью-эйдж, которые прекрасно передают окружающие пейзажи и настроение игры». Он сочетает синтезаторы, гитары, цифровую и аналоговую перкуссию для создания «текстурированных и глубоко обволакивающих звуковых ландшафтов». «Glider» и «Better the Mask» — две традиционные мелодии в стиле инди-поп, причём последняя вдохновлена музыкой поэтов-песенников 1970-х годов.

### Реакция критиков
Мэтт Коллар из AllMusic сказал, что альбом «вызывает в памяти пронзительный лиризм саундтрека к аниме Хаяо Миядзаки» и высоко оценил «способность Заунер перевести широко открытые киношные эмоции в поп-магию». Автор Pitchfork Чжэньчжэнь Юй назвал партитуру «не столько альбомом, сколько нервной системой повествования» и сказал, что она «лучше всего воспринимается вместе с физическим актом исследования игры».

### Треклист
| №                   | Название                    | Длительность |
| ------------------- | --------------------------- | ------------ |
| 1.                  | «Main Menu»                 | 1:04         |
| 2.                  | «Glider»                    | 2:51         |
| 3.                  | «Better the Mask»           | 3:30         |
| 4.                  | «The Ewer (Day)»            | 4:05         |
| 5.                  | «The Ewer (Night)»          | 3:23         |
| 6.                  | «Eccria (Day)»              | 3:13         |
| 7.                  | «Eccria (Night)»            | 3:36         |
| 8.                  | «Campfires»                 | 1:06         |
| 9.                  | «Exploration (Ships)»       | 3:32         |
| 10.                 | «Exploration (Ruins)»       | 4:10         |
| 11.                 | «Exploration (Nature)»      | 4:12         |
| 12.                 | «Beetle’s Nest»             | 3:28         |
| 13.                 | «Glow Worm Cave»            | 2:51         |
| 14.                 | «Pyraustas Ruin»            | 4:14         |
| 15.                 | «Badlands (Night)»          | 3:44         |
| 16.                 | «Hakoa (Day)»               | 2:40         |
| 17.                 | «Hakoa (Night)»             | 4:40         |
| 18.                 | «Sansee (Day)»              | 2:58         |
| 19.                 | «Sansee (Night)»            | 2:57         |
| 20.                 | «Redsee (Day)»              | 3:49         |
| 21.                 | «The Wash (Day)»            | 3:03         |
| 22.                 | «Chum Lair»                 | 1:35         |
| 23.                 | «Beetle Detour»             | 3:25         |
| 24.                 | «Machinist’s Theme»         | 3:01         |
| 25.                 | «Cartographer’s Theme»      | 1:44         |
| 26.                 | «Mark Caster’s Theme»       | 1:19         |
| 27.                 | «Mischievous Children»      | 0:58         |
| 28.                 | «Ibexxi Camp (Day)»         | 1:56         |
| 29.                 | «Ibexxi Camp (Night)»       | 2:30         |
| 30.                 | «Burnt Oak Station (Day)»   | 3:12         |
| 31.                 | «Burnt Oak Station (Night)» | 3:43         |
| 32.                 | «Abandoned Grounds»         | 3:20         |
| Общая длительность: | Общая длительность:         | 1:35:52      |